# 阿德里斯公寓-泉景
阿德里斯公寓-泉景，是阿联酋迪拜的三座摩天大樓，其中最高大楼为331公尺、77層樓，和两座280公尺、71层大楼组成，於2014年動工、总体项目于2019年完工。